# San Donato di Lecce
San Donato di Lecce é uma comuna italiana da região da Puglia, província de Lecce, com cerca de 5.717 habitantes. Estende-se por uma área de 21 km², tendo uma densidade populacional de 272 hab/km². Faz fronteira com Caprarica di Lecce, Cavallino, Lequile, San Cesario di Lecce, Soleto, Sternatia.

## Demografia
| Variação demográfica do município entre 1861 e 2011                               |
|                                                                                   |
| Fonte: Istituto Nazionale di Statistica (ISTAT) - Elaboração gráfica da Wikipedia |